# GW170817
GW170817 var en gravitationsvågssignal som observerades av LIGO/Virgo-samarbetet den 17 augusti 2017. Det var det första tillfället då gravitationsvågor observerades samtidigt med en elektromagnetisk signal, vilket innebar ett genombrott för samtidiga astronomiska observationer med flera typer av strålning. Gravitationsvågorna, som varade i cirka 100 sekunder, var den första observationen av gravitationsstrålning från en sammansmältning av två neutronstjärnor. Den kunde kopplas samman med gammablixten GRB 170817A och en optisk transient i galaxen NGC 4993. Däremot kunde ingen neutrinostrålning kopplas till denna händelse.

## Observation av gravitationsvågor

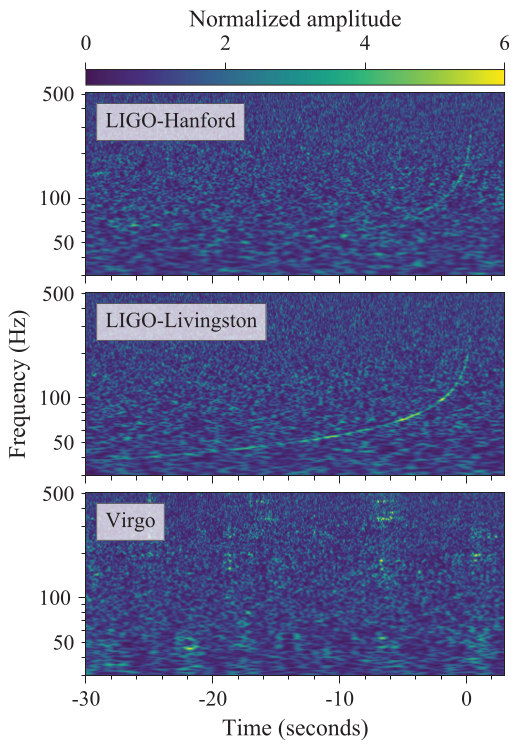
Signalen GW170817 uppmätt av LIGO:s och VIRGO:s gravitationsvågsdetektorer.

Gravitationsvågssignalen varade i ungefär 100 sekunder och omfattade 3 000 cykler. Gravitationsvågens frekvens ökade under observationen till några hundra hertz. Den togs först emot i Virgos detektor i Italien, 22 millisekunder senare i LIGO:s detektor i Livingston, Louisiana och ytterligare 3 millisekunder senare i LIGO:s detektor i Hanford,  Washington. Tillsammans kunde de tre detektorerna, med 90% sannolikhet, lokalisera källan till ett kvadratiskt område med sidan 28 grader på den södra stjärnhimlen.

## Observation av elektromagnetisk strålning

NGC 4993 med Hubbleteleskopets observation av GRB170817A efter 6 dagar (infälld).
Bildkällor: NASA och ESA

En kort gammablixt, GRB 170817A, detekterades 1.74 ± 0.05 sekunder efter gravitationsvågorna. GRB 170817A observerades både av Fermi Gamma-ray Space Telescope och INTEGRAL-observatoriet. Signalen var relativt svag trots att avståndet till NGC 4993 endast är cirka 130 miljoner ljusår, vilket förklaras av att dess jetstrålar inte är riktade direkt mot jorden utan observeras i en vinkel av ungefär 30 grader.
Det första synliga ljuset observerades 11 timmar senare. Denna observation, betecknad SSS17a, gjordes av Swope Supernova Survey med ett 1-meters teleskop vid Las Campanas observatoriet i Chile och kunde lokalisera händelsen med mycket bättre precision än de tidigare observationerna av gravitationsvågor och gammastrålning. Detta gjorde det möjligt att identifiera den galax där händelsen inträffade. Med tiden ändrade den optiska strålningen färg från blå till röd vartefter källan expanderade och svalnade.
Nio dagar senare kunde röntgenstrålning från samma källa observeras med Chandra-teleskopet. Sexton dagar efter den första observationen kunde även radiostrålning observeras med Very Large Array. Över 70 observatorier observerade elektromagnetisk strålning från händelsen.

## Strålningens ursprung
Från gravitationsvågornas signal kunde händelsen kopplas till en kollision mellan två neutronstjärnor

 med massor mellan 0,86 och 2,26 gånger solens massa. Om man antar att stjärnorna roterar långsamt, konsistent med vad som observeras hos binära neutronstjärnor som förväntas slås samman inom universums nuvarande ålder, minskar massintervallet till mellan 1,17 och 1,60 solmassor. Det binära systemets totala massa var mellan 2,73 och 3,29 solmassor.
Sammanslagningen av neutronstjärnorna antas vara en kilonova. Kilonovor förmodas stå för hälften av universums produktion av grundämnen tyngre än järn. GW170818 tros ha producerat tunga grundämnen motsvarande 16 000 gånger jordens massa, varav cirka 10 jordmassor guld och platina.
Det är inte känt vilken sorts objekt som blev resultatet av sammansmältningen. Tänkbara resultat är antingen: en neutronstjärna tyngre än någon tidigare känd neutronstjärna eller ett svart hål lättare än något tidigare känt svart hål.

## Vetenskaplig signifikans
Denna händelse är det starkaste indiciet hittills för hypotesen att korta gammablixtar hör ihop med sammansmältning av binära stjärnor. Observationerna sätter också en gräns för en eventuell skillnad mellan gravitationens hastighet och ljusets. Om man antar att de första fotonerna emitteras mellan 0 och 10 sekunder efter gravitationssignalens topp så begränsas skillnaden i hastighet mellan gravitationsvågor och elektromagnetiska vågor till mellan −3×10−15 och +7×10−16 gånger ljushastigheten. Det blir också möjligt att undersöka Lorentzinvariansens giltighet. De nya observationerna reducerar gränsen för möjliga brott mot Lorentzinvariansen (värdet på 'koefficienterna för gravitationssektorn') med upp till tio storleksordningar.
Observationer av gravitationsvågor som GW170817 kan också användas som ett sätt att få fram ett oberoende värde på  Hubblekonstanten.
De elektromagnetiska observationerna kan också hjälpa till att stödja teorin att sammansmältning av neutronstjärnor bidrar till nukleosyntesens r-process.